# El temps de les cireres
El temps de les cireres (que se traduce como El tiempo de las cerezas) es una novela de la escritora Montserrat Roig, galardonada con el premio Sant Jordi de novela en el año 1976 y que fue publicada por primera vez en 1976.

## Argumento
La novela relata el retorno a Barcelona de Natàlia, después de haber vivido doce años en Francia e Inglaterra, y pocos días después de la ejecución de Salvador Puig Antich. Natàlia pertenece a una familia burguesa de Barcelona, la familia Miralpeix. Todos los personajes de la novela le intentan buscar un sentido a la vida en una Barcelona marcada por los últimos años del franquismo. El título de la novela hace referencia a Le temps des cerises de Jean-Baptiste Clément, poeta de la Comuna de París, subrayando el deseo de encontrar un paraíso perdido. La novela está  escrita en tercera persona y se estructura en cinco partes: Pozas, Aroma de otoño, Cuernos de caza, Quietud, Cabezadas de ángeles custodios y Solo sueños.

## Personajes
- Natàlia Miralpeix: Protagonista e hilo conductor del relato, que regresa a Barcelona e intenta reconstruir el pasado y el presente de su familia. Es miedosa y sentimentalmente inestable.
- Joan Miralpeix : El padre de Natàlia, locamente enamorado de su mujer, que ha renunciado a sus ideales para adaptarse al nuevo régimen.
- Judit Fléicher: Esposa de Joan Miralpeix. Es tierna y delicada y está  obsesivamente trastornada por la muerte de una amiga.
- Tía Patricia: Tía y madrina de Natàlia. Casada con el poeta Esteve Miràngels y enamorada platònicament de Gonçal Rodara.
- Lluís : Hijo de Joan, egoísta y triunfador.
- Sílvia : Esposa de Lluís. Una mujer sin cultura que vive ligada al marido y solo se preocupa de su físico.
- Màrius : Hijo de Lluís, es un adolescente idealista y sensible, muy diferente a su padre.

## Lectura fácil
En 2016 se presentó una versión de la novela en formato de lectura fácil, promovida entre el Departamento de Cultura de la Generalidad de Cataluña y la Asociación Lectura Fácil. La adaptación se hizo coincidiendo con el vigésimo quinto cumpleaños de la muerte de la escritora y periodista. El objetivo era adaptar la obra para que fuera fácil de leer y de entender para personas con dificultades lectoras. Son libros muy adecuados para personas recién llegadas que están aprendiendo el catalán o para jóvenes y adultos con problemas de aprendizaje o trastornos que afectan la capacidad lectora. La adaptación se hizo siguiendo las directrices de la Federación Internacional de Asociaciones de Bibliotecarios e Instituciones (IFLA) en cuanto al lenguaje, el contenido y la forma. La novela contiene también una breve biografía de la escritora y un pequeño apartado de contexto histórico que enmarca los hechos que se relatan.